# ليزا فاولر
ليزا فاولر (بالإنجليزية: Lisa Fuller)‏ هي ممثلة أمريكية، ولدت في 6 نوفمبر 1966.

## وصلات خارجية
- ليزا فاولر على موقع IMDb (الإنجليزية)
- ليزا فاولر على موقع قاعدة بيانات الفيلم (الإنجليزية)